# Calumet (Iowa)
Calumet es una ciudad situada en el Condado de O'Brien, en el estado de Iowa, Estados Unidos. Según el censo de 2010 tenía una población de 170 habitantes.

## Geografía
Según la Oficina del Censo de los Estados Unidos, la localidad tiene un área total de 0,69 km², la totalidad de los cuales 0,69 km² corresponden a tierra firme.

## Demografía
Según el censo de 2010, había 170 personas residiendo en la localidad. La densidad de población era de 246,38 hab./km². Había 86 viviendas con una densidad media de 124,64 viviendas/km². El 96,47% de los habitantes eran blancos y el 3,53% afroamericanos. El 4,71% de la población eran hispanos o latinos de cualquier raza.